# Acido dotriacontanoico
L'acido dotriacontanoico o acido laceroico o laccerico è un acido grasso saturo composto da 32 atomi di carbonio. Ha formula di struttura: CH3-(CH2)30-COOH.
Il nome comune, declinato diversamente in diverse lingue, deriva dal termine "lacca" riferendosi alle resine e cere tipicamente di colore scarlatto secrete da alcuni insetti.
Individuato per la prima volta nel 1914 da M.A.Gascard nella cera della Tachardia lacca può essere rilevato anche nelle secrezioni dei generi Metatachardia, Laccifer, Tachordiella, Austrotacharidia, Afrotachardina o all'interno della superfamiglia Coccoidea. Si può trovare nelle cere delle piante superiori precursore per decarbonilazione delle paraffine e molto raramente nei lipidi di riserva energetica dei semi. Una ricerca lo ha individuato al 4,7% nell'olio di semi della Apios mellifica Boerh.
È stato individuato anche nella lanolina e nella cera montana.
Fa parte, con gli altri acidi grassi saturi a catena molto lunga, del gruppo degli acidi grassi cerosi. 